# Oligoclase
L'oligoclase est un minéral de la classe des silicates (sous-classe des tectosilicates, famille des feldspaths, groupe des plagioclases), de formule chimique (Na,Ca)[Al(Si,Al)Si]2O8 pouvant contenir des traces de potassium et d’eau. C'est un membre intermédiaire de la série albite-anorthite pour un rapport Ab/An de 90/10 ou 70/30. Ce minéral est retrouvé dans certaines météorites. Les cristaux gemmes sont taillés à facette, les variétés adularescentes (héliolite) sont plutôt traitées en cabochon.

## Inventeur et étymologie
Décrite par Johann August Friedrich Breithaupt en 1826, le nom dérive du grec ancien ὀλίγος / olígos, « peu » et κλάσις / klásis, « action de briser, de rompre », par allusion à son clivage plus difficile que chez les autres feldspaths.

## Topotype
Danvikstull, Stockholm, Södermanland, Suède

## Cristallographie
- Paramètres de la maille conventionnelle : a = 8.15, b = 12.78, c = 8.5, Z = 5; alpha = 94.016°, bêta = 116.3333°, gamma = 88.667° V = 791.30
- Densité calculée = 2,78

## Gîtologie
L'oligoclase se rencontre souvent accompagnée de l’orthose. Ce sont des constituants des roches ignées tel que le granite, la syénite, et la diorite.

## Synonymie[2]
- amansite
- amantice
- amantite
- amausite
- oligoalbite
- oligoclasite
- soda-Spodumene (selon Dana)
- tschermakite (selon Kobell)

## Variétés
- Lazur-Feldspath : variété bleue d’oligoclase trouvée associée au lapis-lazuli près du lac Baïkal en Russie.
- Héliolite : une variété d’oligoclase, de couleur orange -brun, présentant l’effet Schiller d'adularescence et contenant de petits cristaux d'hématite qui lui donnent un éclat particulier. Les gisements les plus courants sont aux États-Unis, mais elle se retrouve aussi en Australie, aux Indes et en Norvège[3].

## Galerie

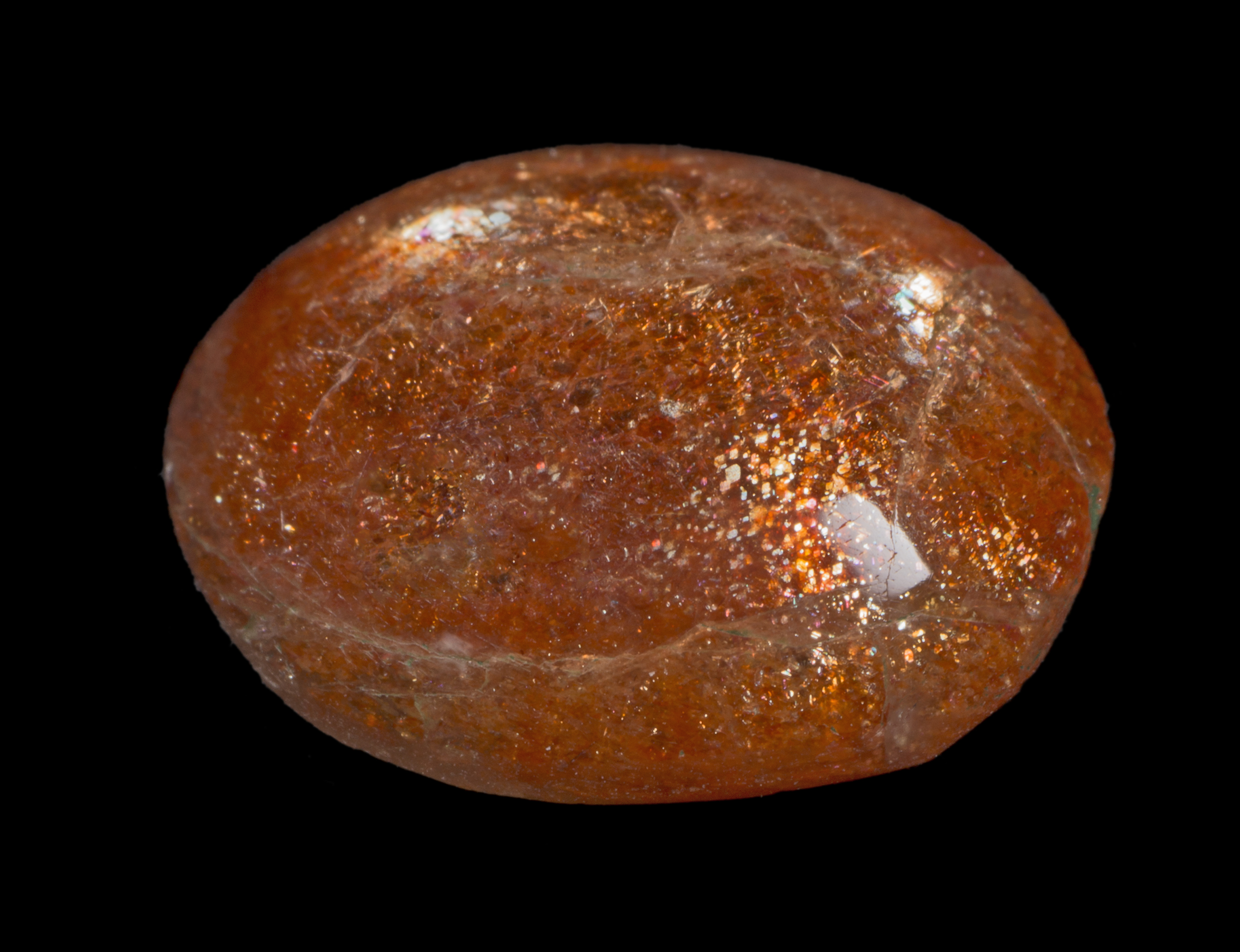
Oligoclase - (Var.héliolite) Indes (1.5x1 cm)
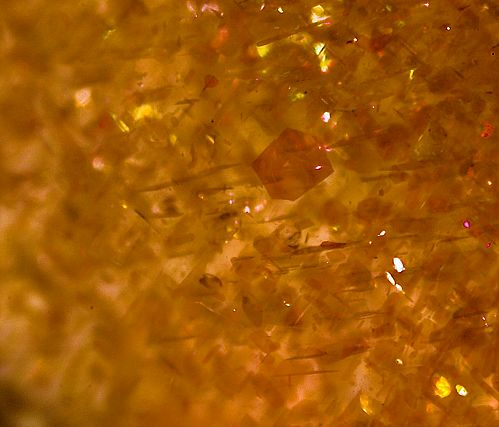
Inclusions d'hématite et goethite dans l’héliolite

## Gisements remarquables
En France
- Le Mayet-de-Montagne, Allier, Auvergne[4]
- Carrière Madec, La Clarté, Perros-Guirec, Lannion, Côtes-d'Armor[5]
- Terre Nères, Merens, Ax-les-Thermes, Ariège, Midi-Pyrénées[6]

Dans le monde
- Nilaw-Kolum, Laghman (Lagman, Nuristan) Province, Afghanistan[7]
- Shabogamo, Shabogamo, Province de Grenville, Québec, Canada
- Mont Somma (Vésuve), Naples, Campanie, Italie[8]